# نلسون زلایا
نلسون زلایا (انگلیسی: Nelson Zelaya؛ زادهٔ ۹ ژوئیهٔ ۱۹۷۳) بازیکن سابق فوتبال اهل پاراگوئه است که در پست مدافع بازی می‌کرد.
وی همچنین در تیم ملی فوتبال پاراگوئه بازی کرده‌است.